# Parfumele nebunelor dorinți

Coperta albumului "Parfumele nebunelor dorinţi"

Parfumele nebunelor dorinți este un album al interpretului român Tudor Gheorghe.

## Detalii ale albumului
- Gen: Folk, Balada Populara
- Limba: Romana
- Sunet: Stereo
- Inregistrat: live in concert 2007
- Durata Album: 58 minute
- Casa de discuri: Cat Music
- Data de lansare: 2007

## Lista pieselor
- 01 - Ce-ar fi! (J.Mirea / J.Mirea) [3:12}
- 02 - Sub balcon eu ti-am cantat o serenada (Petre Andreescu / Petre Andreescu) [3:07}
- 03 - Truli, Truli (Vasile Vasilache / Nicolae Stroe) [4:36]
- 04 - Ce faci asta-seara tu? (Gherase Dendrino  / Nel Martini) [3:45]
- 05 - Vrei sa ne-ntalnim sambata seara? (Ion Vasilescu / N. Vladoianu) [3:19]
- 06 - Saruta-ma (Eugen Semo / Eugen Semo) [4:02]
- 07 - De ce mi-ai spus ca ma iubesti? (Ionel Fernic / Ionel Fernic) [5:10]
- 08 - Minte-ma (Ionel Fernic / Ionel Fernic) [4:44]
- 09 - Zaraza (Taglerara / Taglerara) [3:50]
- 10 - De cand ne-a suprins multimea [2:52]
- 11 - Daca ea nu ma iubeste (Zavaidoc / Zavaidoc) [3:02]
- 12 - Jyra (Discepolo / I.Pribeagu) [3:02]
- 13 - Mi-e dor de sarutarea ta (Petre Andreescu  / Petre Andreescu) [3:40]
- 14 - Mana, birjar! (Petre Andreescu / Petre Andreescu) [4:11]
- 15 - Inima-i un telefon (Ion Vasilescu / Ion Vasilescu) [2:35]
- 16 - Ai sa ma iubesti odata si tu! (Petre Andreescu / Petre Andreescu) [2:37]
- 17 - Noapte buna, Mimi (Ion Vasilescu / N.Vladoianu) [6:09]
- 18 - Saruta-ma (bis) ( Eugen Semo / Eugen Semo) [ 4:10]